# Liste der IATA-Codes/R
Diese Teilliste führt alle IATA-Flughafencodes auf, die mit „R“ beginnen, und enthält Informationen zu den bezeichneten Verkehrsknotenpunkten.
A AA AB AC AD AE AF AG AH AI AJ AK AL AM AN AO AP AQ AR AS AT AU AV AW AX AY AZ
B BA BB BC BD BE BF BG BH BI BJ BK BL BM BN BO BP BQ BR BS BT BU BV BW BX BY BZ
C CA CB CC CD CE CF CG CH CI CJ CK CL CM CN CO CP CQ CR CS CT CU CV CW CX CY CZ
D DA DB DC DD DE DF DG DH DI DJ DK DL DM DN DO DP DQ DR DS DT DU DV DW DX DY DZ
E EA EB EC ED EE EF EG EH EI EJ EK EL EM EN EO EP EQ ER ES ET EU EV EW EX EY EZ
F FA FB FC FD FE FF FG FH FI FJ FK FL FM FN FO FP FQ FR FS FT FU FV FW FX FY FZ
G GA GB GC GD GE GF GG GH GI GJ GK GL GM GN GO GP GQ GR GS GT GU GV GW GX GY GZ
H HA HB HC HD HE HF HG HH HI HJ HK HL HM HN HO HP HQ HR HS HT HU HV HW HX HY HZ
I IA IB IC ID IE IF IG IH II IJ IK IL IM IN IO IP IQ IR IS IT IU IV IW IX IY IZ
J JA JB JC JD JE JF JG JH JI JJ JK JL JM JN JO JP JQ JR JS JT JU JV JW JX JY JZ
K KA KB KC KD KE KF KG KH KI KJ KK KL KM KN KO KP KQ KR KS KT KU KV KW KX KY KZ
L LA LB LC LD LE LF LG LH LI LJ LK LL LM LN LO LP LQ LR LS LT LU LV LW LX LY LZ
M MA MB MC MD ME MF MG MH MI MJ MK ML MM MN MO MP MQ MR MS MT MU MV MW MX MY MZ
N NA NB NC ND NE NF NG NH NI NJ NK NL NM NN NO NP NQ NR NS NT NU NV NW NX NY NZ
O OA OB OC OD OE OF OG OH OI OJ OK OL OM ON OO OP OQ OR OS OT OU OV OW OX OY OZ
P PA PB PC PD PE PF PG PH PI PJ PK PL PM PN PO PP PQ PR PS PT PU PV PW PX PY PZ
Q QA QB QC QD QE QF QG QH QI QJ QK QL QM QN QO QP QQ QR QS QT QU QV QW QX QY QZ
R RA RB RC RD RE RF RG RH RI RJ RK RL RM RN RO RP RQ RR RS RT RU RV RW RX RY RZ
S SA SB SC SD SE SF SG SH SI SJ SK SL SM SN SO SP SQ SR SS ST SU SV SW SX SY SZ
T TA TB TC TD TE TF TG TH TI TJ TK TL TM TN TO TP TQ TR TS TT TU TV TW TX TY TZ
U UA UB UC UD UE UF UG UH UI UJ UK UL UM UN UO UP UQ UR US UT UU UV UW UX UY UZ
V VA VB VC VD VE VF VG VH VI VJ VK VL VM VN VO VP VQ VR VS VT VU VV VW VX VY VZ
W WA WB WC WD WE WF WG WH WI WJ WK WL WM WN WO WP WQ WR WS WT WU WV WW WX WY WZ
X XA XB XC XD XE XF XG XH XI XJ XK XL XM XN XO XP XQ XR XS XT XU XV XW XX XY XZ
Y YA YB YC YD YE YF YG YH YI YJ YK YL YM YN YO YP YQ YR YS YT YU YV YW YX YY YZ
Z ZA ZB ZC ZD ZE ZF ZG ZH ZI ZJ ZK ZL ZM ZN ZO ZP ZQ ZR ZS ZT ZU ZV ZW ZX ZY ZZ

## RA
| IATA | ICAO | Flughafen                         | Ort            | Region                                       | Land                     |
| ---- | ---- | --------------------------------- | -------------- | -------------------------------------------- | ------------------------ |
| RAA  | –    | Flugplatz Rakanda                 | Rakanda        | East New Britain                             | Papua-Neuguinea          |
| RAB  | AYTK | Flughafen Rabaul                  | Rabaul         | East New Britain                             | Papua-Neuguinea          |
| RAC  | KRAC | John H. Batten Airport            | Racine         | Wisconsin                                    | USA                      |
| RAD  | –    | Road Town Seaplane Base           | Tortola        | –                                            | Britische Jungferninseln |
| RAE  | OERR | Flughafen ʿArʿar                  | ʿArʿar         | al-Hudud asch-schamaliyya                    | Saudi-Arabien            |
| RAF  | SAFR | Flugplatz Rafaela                 | Rafaela        | Santa Fe                                     | Argentinien              |
| RAG  | NZRA | Flugplatz Raglan                  | Raglan         | Waikato                                      | Neuseeland               |
| RAH  | OERF | Flughafen Rafha                   | Rafha          | al-Hudud asch-schamaliyya                    | Saudi-Arabien            |
| RAI  | GVNP | Praia International Airport       | Praia          | Santiago                                     | Kap Verde                |
| RAJ  | VARK | Flughafen Rajkot                  | Rajkot         | Gujarat                                      | Indien                   |
| RAK  | GMMX | Flughafen Marrakesch-Menara       | Marrakesch     | Marrakesch-Safi                              | Marokko                  |
| RAL  | KRAL | Riverside Municipal Airport       | Riverside      | Kalifornien                                  | USA                      |
| RAM  | YRNG | Ramingining Airport               | Ramingining    | Northern Territory                           | Australien               |
| RAN  | LIDR | Flugplatz Ravenna                 | Ravenna        | Emilia-Romagna                               | Italien                  |
| RAO  | SBRP | Flughafen Ribeirão Preto          | Ribeirão Preto | São Paulo                                    | Brasilien                |
| RAP  | KRAP | Regionalflughafen Rapid City      | Rapid City     | South Dakota                                 | USA                      |
| RAQ  | WAWR | Flughafen Sugimanuru              | Insel Muna     | Sulawesi Tenggara                            | Indonesien               |
| RAR  | NCRG | Flughafen Rarotonga International | Rarotonga      | –                                            | Cookinseln               |
| RAS  | OIGG | Flughafen Rascht                  | Rascht         | Gilan                                        | Iran                     |
| RAT  | USNR | Flughafen Raduschny               | Raduschny      | Autonomer Kreis der Chanten und Mansen/Jugra | Russland                 |
| RAV  | SKCN | Flugplatz Cravo Norte             | Cravo Norte    | Arauca                                       | Kolumbien                |
| RAW  | –    | Flugplatz Arawa                   | Arawa          | Bougainville                                 | Papua-Neuguinea          |
| RAX  | –    | Flugplatz Oram                    | Oram           | Central                                      | Papua-Neuguinea          |
| RAZ  | OPRT | Rawalakot Airport                 | Rawalakot      | Asad Jammu und Kaschmir                      | Pakistan                 |

## RB
| IATA | ICAO | Flughafen                   | Ort               | Region                         | Land            |
| ---- | ---- | --------------------------- | ----------------- | ------------------------------ | --------------- |
| RBA  | GMME | Flughafen Rabat-Salé        | Rabat             | Rabat-Salé-Kénitra             | Marokko         |
| RBB  | SWBR | Flugplatz Borba             | Borba             | Amazonas                       | Brasilien       |
| RBC  | YROI | Robinvale Airport           | Robinvale         | Swan Hill Rural City, Victoria | Australien      |
| RBD  | KRBD | Dallas Executive Airport    | Dallas            | Texas                          | USA             |
| RBE  | VDRK | Flughafen Ratanakiri        | Banlung           | Ratanakiri                     | Kambodscha      |
| RBF  | –    | Big Bear City Airport       | Big Bear City     | Kalifornien                    | USA             |
| RBG  | KRBG | Roseburg Regional Airport   | Roseburg          | Oregon                         | USA             |
| RBI  | –    | Rabi Airport                | Rabi              | Northern                       | Fidschi         |
| RBJ  | RJCR | Flugplatz Rebun             | Rebun             | Hokkaidō                       | Japan           |
| RBK  | –    | French Valley Airport       | Murrieta/Temecula | Kalifornien                    | USA             |
| RBL  | KRBL | Red Bluff Municipal Airport | Red Bluff         | Kalifornien                    | USA             |
| RBM  | EDMS | Flugplatz Straubing         | Straubing         | Bayern                         | Deutschland     |
| RBO  | SLRB | Flugplatz Roboré            | Roboré            | Santa Cruz                     | Bolivien        |
| RBP  | –    | Flugplatz Rabaraba          | Rabaraba          | Milne Bay                      | Papua-Neuguinea |
| RBQ  | SLRQ | Flughafen Rurrenabaque      | Rurrenabaque      | Beni                           | Bolivien        |
| RBR  | SBRB | Flughafen Rio Branco        | Rio Branco        | Acre                           | Brasilien       |
| RBS  | YORB | Flugplatz Orbost            | Orbost            | Victoria                       | Australien      |
| RBT  | HKMB | Marsabit Airport            | Marsabit          | Marsabit                       | Kenia           |
| RBU  | YROE | Flugplatz Roebourne         | Roebourne         | Western Australia              | Australien      |
| RBV  | AGRM | Flugplatz Ramata            | Ramata            | Western                        | Salomonen       |
| RBW  | KRBW | Lowcountry Regional Airport | Walterboro        | South Carolina                 | USA             |
| RBX  | HSMK | Rumbek Airport              | Rumbek            | Western Lakes                  | Südsudan        |
| RBY  | PARY | Ruby Airport                | Ruby              | Alaska                         | USA             |

## RC
| IATA | ICAO | Flughafen                      | Ort            | Region                           | Land           |
| ---- | ---- | ------------------------------ | -------------- | -------------------------------- | -------------- |
| RCA  | KRCA | Ellsworth Air Force Base       | Rapid City     | South Dakota                     | USA            |
| RCB  | FARB | Richards Bay Airport           | Richards Bay   | KwaZulu-Natal                    | Südafrika      |
| RCE  | –    | Roche Harbor Seaplane Base     | Roche Harbor   | Washington                       | USA            |
| RCH  | SKRH | Flughafen Riohacha             | Riohacha       | La Guajira                       | Kolumbien      |
| RCK  | –    | H.H. Coffield Regional Airport | Rockdale       | Texas                            | USA            |
| RCL  | NVSR | Redcliffe Airport              | Redcliffe      | Ambae, Penama                    | Vanuatu        |
| RCM  | YRMD | Richmond Airport               | Richmond       | Queensland                       | Australien     |
| RCN  | –    | American River Airport         | American River | Kangaroo Island, South Australia | Australien     |
| RCO  | LFDN | Militärflugplatz Rochefort     | Rochefort      | Nouvelle-Aquitaine               | Frankreich     |
| RCQ  | SATR | Flughafen Reconquista          | Reconquista    | Santa Fe                         | Argentinien    |
| RCR  | KRCR | Fulton County Airport          | Rochester      | Indiana                          | USA            |
| RCS  | EGTO | Rochester Airport              | Rochester      | England                          | Großbritannien |
| RCT  | KRCT | Nartron Field                  | Reed City      | Michigan                         | USA            |
| RCU  | SAOC | Flughafen Río Cuarto           | Río Cuarto     | Córdoba                          | Argentinien    |
| RCY  | MYRP | Port Nelson Airport            | Rum Cay        | –                                | Bahamas        |

## RD
| IATA | ICAO | Flughafen                            | Ort                  | Region             | Land        |
| ---- | ---- | ------------------------------------ | -------------------- | ------------------ | ----------- |
| RDA  | YRKD | Flugplatz Rockhampton Downs          | Rockhampton Downs    | Northern Territory | Australien  |
| RDB  | PADG | Red Dog Airport                      | Red Dog Mine         | Alaska             | USA         |
| RDC  | SNDC | Flugplatz Redenção                   | Redenção             | Pará               | Brasilien   |
| RDD  | KRDD | Regionalflughafen Redding            | Redding              | Kalifornien        | USA         |
| RDE  | WASM | Flugplatz Merdey                     | Jahabra              | Papua Barat        | Indonesien  |
| RDG  | KRDG | Reading Regional Airport             | Reading              | Pennsylvania       | USA         |
| RDM  | KRDM | Flughafen Redmond                    | Redmond/Bend         | Oregon             | USA         |
| RDN  | WMPR | Flughafen Pulau Redang               | Pulau Redang         | Terengganu         | Malaysia    |
| RDO  | EPRA | Flughafen Warschau-Radom             | Radom                | Masowien           | Polen       |
| RDP  | VEDG | Kazi-Nazrul-Islam-Flughafen          | Durgapur             | Westbengalen       | Indien      |
| RDR  | KRDR | Grand Forks Air Force Base           | Grand Forks          | North Dakota       | USA         |
| RDS  | SAHS | Flughafen Rincón de los Sauces       | Rincón de los Sauces | Neuquén            | Argentinien |
| RDT  | GOSR | Flugplatz Richard Toll               | Richard Toll         | Saint-Louis        | Senegal     |
| RDU  | KRDU | Raleigh-Durham International Airport | Raleigh/Durham       | North Carolina     | USA         |
| RDV  | –    | Red Devil Airport                    | Red Devil            | Alaska             | USA         |
| RDZ  | LFCR | Flughafen Rodez-Aveyron              | Rodez                | Okzitanien         | Frankreich  |

## RE
| IATA | ICAO | Flughafen                                                      | Ort                  | Region                 | Land                   |
| ---- | ---- | -------------------------------------------------------------- | -------------------- | ---------------------- | ---------------------- |
| REA  | NTGE | Flugplatz Reao                                                 | Reao-Atoll           | Tuamotu-Archipel       | Französisch-Polynesien |
| REB  | EDAX | Flugplatz Müritz Airpark                                       | Lärz und Rechlin     | Mecklenburg-Vorpommern | Deutschland            |
| REC  | SBRF | Flughafen Recife                                               | Recife               | Pernambuco             | Brasilien              |
| RED  | KRVL | Mifflin County Airport                                         | Reedsville/Lewistown | Pennsylvania           | USA                    |
| REE  | –    | Reese Air Force Base                                           | Lubbock              | Texas                  | USA                    |
| REG  | LICR | Flughafen Reggio Calabria                                      | Reggio Calabria      | Kalabrien              | Italien                |
| REI  | SOOR | Flugplatz Régina                                               | Régina               | Französisch-Guayana    | Frankreich             |
| REK  | –    | Metropolitan Area (Flughafen Keflavík und Flughafen Reykjavík) | Reykjavík            | Höfuðborgarsvæðið      | Island                 |
| REL  | SAVT | Flughafen Trelew                                               | Trelew               | Chubut                 | Argentinien            |
| REN  | UWOO | Flughafen Orenburg                                             | Orenburg             | Orenburg               | Russland               |
| REO  | KREO | Rome State Airport                                             | Rome                 | Oregon                 | USA                    |
| REP  | VDSR | ehemaliger Flughafen Siem Reap                                 | Siem Reap            | Siem Reap              | Kambodscha             |
| REQ  | –    | Flugplatz Reko Diq                                             | Reko Diq             | Belutschistan          | Pakistan               |
| RER  | MGRT | Flugplatz Retalhuleu                                           | Retalhuleu           | Retalhuleu             | Guatemala              |
| RES  | SARE | Flughafen Resistencia                                          | Resistencia          | Chaco                  | Argentinien            |
| RET  | ENRS | Flughafen Røst                                                 | Røst                 | Lofoten, Nordland      | Norwegen               |
| REU  | LERS | Flughafen Reus                                                 | Reus                 | Katalonien             | Spanien                |
| REW  | –    | Flugplatz Rewa                                                 | Rewa                 | Madhya Pradesh         | Indien                 |
| REX  | MMRX | Flughafen Reynosa                                              | Reynosa              | Tamaulipas             | Mexiko                 |
| REY  | SLRY | Flugplatz Reyes                                                | Reyes                | Beni                   | Bolivien               |
| REZ  | SDRS | Flugplatz Resende                                              | Resende              | Rio de Janeiro         | Brasilien              |

## RF
| IATA | ICAO | Flughafen                              | Ort          | Region                                   | Land                         |
| ---- | ---- | -------------------------------------- | ------------ | ---------------------------------------- | ---------------------------- |
| RFA  | FEGR | Flugplatz Rafaï                        | Rafaï        | Mbomou                                   | Zentralafrikanische Republik |
| RFD  | KRFD | Chicago Rockford International Airport | Rockford     | Illinois                                 | USA                          |
| RFG  | KRFG | Rooke Field                            | Refugio      | Texas                                    | USA                          |
| RFK  | –    | Rollang Field                          | Rolling Fork | Mississippi                              | USA                          |
| RFN  | BIRG | Flugplatz Raufarhöfn                   | Raufarhöfn   | Norðurland eystra                        | Island                       |
| RFP  | NTTR | Flughafen Raiatea                      | Raiatea      | Gesellschaftsinseln                      | Französisch-Polynesien       |
| RFR  | MRRF | Flugplatz Río Frío                     | Río Frío     | Heredia                                  | Costa Rica                   |
| RFS  | MNRT | Flugplatz Rosita                       | Rosita       | Región Autónoma de la Costa Caribe Norte | Nicaragua                    |

## RG
| IATA | ICAO | Flughafen                | Ort              | Region             | Land                   |
| ---- | ---- | ------------------------ | ---------------- | ------------------ | ---------------------- |
| RGA  | SAWE | Flughafen Río Grande     | Río Grande       | Tierra del Fuego   | Argentinien            |
| RGE  | –    | Flughafen Porgera        | Porgera-Goldmine | Enga               | Papua-Neuguinea        |
| RGH  | VEBG | Flughafen Balurghat      | Balurghat        | Westbengalen       | Indien                 |
| RGI  | NTTG | Flughafen Rangiroa       | Rangiroa         | Tuamotu-Archipel   | Französisch-Polynesien |
| RGK  | UNBG | Flughafen Gorno-Altaisk  | Gorno-Altaisk    | Republik Altai     | Russland               |
| RGL  | SAWG | Flughafen Río Gallegos   | Río Gallegos     | Santa Cruz         | Argentinien            |
| RGN  | VYYY | Flughafen Rangun         | Rangun           | Yangon             | Myanmar                |
| RGO  | ZKHM | Flughafen Ch’ŏngjin      | Ch’ŏngjin        | Hamgyŏng-pukto     | Nordkorea              |
| RGR  | KRGR | Ranger Municipal Airport | Ranger           | Texas              | USA                    |
| RGS  | LEBG | Flughafen Burgos         | Burgos           | Kastilien und León | Spanien                |
| RGT  | WIBJ | Flughafen Japura         | Rengat           | Riau               | Indonesien             |

## RH
| IATA | ICAO      | Flughafen                                | Ort                 | Region                      | Land                         |
| ---- | --------- | ---------------------------------------- | ------------------- | --------------------------- | ---------------------------- |
| RHA  | BIRE      | Flugplatz Reykhólar                      | Reykhólar           | Vestfirðir                  | Island                       |
| RHD  | SANR/SANH | Flughafen Termas de Río Hondo            | Termas de Río Hondo | Provinz Santiago del Estero | Argentinien                  |
| RHE  | LFSR      | Militärflugplatz Reims-Champagne         | Reims               | Grand Est                   | Frankreich                   |
| RHG  | HRYU      | Flugplatz Ruhengeri                      | Ruhengeri           | Nordprovinz                 | Ruanda                       |
| RHI  | KRHI      | Flughafen Rhinelander–Oneida             | Rhinelander         | Wisconsin                   | USA                          |
| RHL  | YRYH      | Roy Hill Station Airport                 | Roy Hill Mine       | Western Australia           | Australien                   |
| RHN  | FYSA      | Flugplatz Rosh Pinah                     | Rosh Pinah          | ǁKaras                      | Namibia                      |
| RHO  | LGRP      | Flughafen Rhodos                         | Rhodos              | Südliche Ägäis              | Griechenland                 |
| RHP  | VNRC      | Flughafen Ramechhap                      | Ramechhap           | Bagmati                     | Nepal                        |
| RHR  | –         | Al Hamra Sea Plane Base                  | Ra’s al-Chaima      | Ra’s al-Chaima              | Vereinigte Arabische Emirate |
| RHT  | –         | Flughafen Alxa Rechtes Banner Badanjilin | Rechtes Alxa-Banner | Innere Mongolei             | Volksrepublik China          |
| RHV  | KRHV      | Reid-Hillview Airport                    | San José            | Kalifornien                 | USA                          |

## RI
| IATA | ICAO | Flughafen                           | Ort            | Region            | Land                |
| ---- | ---- | ----------------------------------- | -------------- | ----------------- | ------------------- |
| RIA  | SBSM | Flughafen Santa Maria               | Santa Maria    | Rio Grande do Sul | Brasilien           |
| RIB  | SLRI | Flughafen Riberalta                 | Riberalta      | Beni              | Bolivien            |
| RIC  | KRIC | Richmond International Airport      | Richmond       | Virginia          | USA                 |
| RID  | KRID | Richmond Municipal Airport          | Richmond       | Indiana           | USA                 |
| RIE  | KRPD | Rice Lake Regional Airport          | Rice Lake      | Wisconsin         | USA                 |
| RIF  | KRIF | Richfield Municipal Airport         | Richfield      | Utah              | USA                 |
| RIG  | SJRG | Aeroporto de Rio Grande             | Rio Grande     | Rio Grande do Sul | Brasilien           |
| RIH  | MPSM | Flughafen Río Hato                  | Río Hato       | Coclé             | Panama              |
| RIJ  | SPJA | Aeropuerto Juan Simons Vela         | Rioja          | San Martín        | Peru                |
| RIL  | KRIL | Garfield County Regional Airport    | Rifle          | Colorado          | USA                 |
| RIM  | SPLN | Aeródromo Rodríguez de Mendoza      | Mendoza        | Amazonas          | Peru                |
| RIN  | AGRC | Ringgi Cove Airport                 | Ringgi         | Western           | Salomonen           |
| RIO  | –    | Metropolitan Area für GIG, SDU, SNZ | Rio de Janeiro | Rio de Janeiro    | Brasilien           |
| RIR  | KRIR | Flabob Airport                      | Riverside      | Kalifornien       | USA                 |
| RIS  | RJER | Flughafen Rishiri                   | Rishiri        | Hokkaidō          | Japan               |
| RIV  | KRIV | March Air Reserve Base              | Riverside      | Kalifornien       | USA                 |
| RIW  | KRIW | Riverton Regional Airport           | Riverton       | Wyoming           | USA                 |
| RIX  | EVRA | Flughafen Riga                      | Riga           | Mārupe            | Lettland            |
| RIY  | OYRN | Flughafen al-Mukalla                | al-Mukalla     | Hadramaut         | Jemen               |
| RIZ  | ZSRZ | Flughafen Rizhao                    | Rizhao         | Shandong          | Volksrepublik China |

## RJ
| IATA | ICAO | Flughafen              | Ort               | Region                | Land        |
| ---- | ---- | ---------------------- | ----------------- | --------------------- | ----------- |
| RJA  | VORY | Flughafen Rajahmundry  | Rajamahendravaram | Andhra Pradesh        | Indien      |
| RJB  | VNRB | Flughafen Rajbiraj     | Rajbiraj          | Provinz Madhesh       | Nepal       |
| RJH  | VGRJ | Flughafen Rajshahi     | Rajshahi          | Rajshahi              | Bangladesch |
| RJI  | –    | Rajouri Airport        | Rajouri           | Jammu und Kashmir     | Indien      |
| RJK  | LDRI | Flughafen Rijeka       | Rijeka            | Primorje-Gorski kotar | Kroatien    |
| RJL  | LERJ | Flughafen Logroño      | Logroño           | La Rioja              | Spanien     |
| RJM  | WASN | Wasai                  | Wasai             | Papua Barat           | Indonesien  |
| RJN  | OIKR | Flughafen Rafsandschan | Rafsandschan      | Kerman                | Iran        |

## RK
| IATA | ICAO | Flughafen                     | Ort            | Region            | Land                         |
| ---- | ---- | ----------------------------- | -------------- | ----------------- | ---------------------------- |
| RKA  | NTKK | Flugplatz Aratika Nord        | Aratika        | Tuamotu-Archipel  | Französisch-Polynesien       |
| RKD  | KRKD | Knox County Regional Airport  | Rockland       | Maine             | USA                          |
| RKE  | EKRK | Flughafen Kopenhagen-Roskilde | Kopenhagen     | Hovedstaden       | Dänemark                     |
| RKH  | KUZA | York County-Bryant Field      | Rock Hill      | South Carolina    | USA                          |
| RKI  | WIBR | Flugplatz Rokot               | Sipora-Insel   | Sumatra Barat     | Indonesien                   |
| RKP  | KRKP | Aransas County Airport        | Rockport       | Texas             | USA                          |
| RKR  | KRKR | Robert S. Kerr Airport        | Poteau         | Oklahoma          | USA                          |
| RKS  | KRKS | Sweetwater County Airport     | Rock Springs   | Wyoming           | USA                          |
| RKT  | OMRK | Flughafen Ra’s al-Chaima      | Ra’s al-Chaima | Ra’s al-Chaima    | Vereinigte Arabische Emirate |
| RKU  | –    | Flugplatz Kairuku             | Yule Island    | Central           | Papua-Neuguinea              |
| RKV  | BIRK | Flughafen Reykjavík           | Reykjavík      | Höfuðborgarsvæðið | Island                       |
| RKW  | KRKW | Rockwood Municipal Airport    | Rockwood       | Tennessee         | USA                          |
| RKY  | –    | Flugplatz Rokeby              | Rokeby         | Queensland        | Australien                   |
| RKZ  | ZURK | Flughafen Xigazê              | Xigazê         | Tibet             | Volksrepublik China          |

## RL
| IATA | ICAO | Flughafen                    | Ort                | Region                 | Land        |
| ---- | ---- | ---------------------------- | ------------------ | ---------------------- | ----------- |
| RLD  | KRLD | Richland Airport             | Richland           | Washington             | USA         |
| RLG  | ETNL | Flughafen Rostock-Laage      | Rostock            | Mecklenburg-Vorpommern | Deutschland |
| RLK  | ZBYZ | Flughafen Bayan Nur          | Bayan Nur          | Innere Mongolei        | VR China    |
| RLO  | SAOS | Flughafen Valle del Conlara  | Merlo              | San Luis               | Argentinien |
| RLP  | –    | Rosella Plains Airport       | Rosella Plains     | Queensland             | Australien  |
| RLR  | –    | Flugplatz Relais de la Reine | Nationalpark Isalo | Fianarantsoa           | Madagaskar  |
| RLT  | DRZL | Flughafen Arlit              | Arlit              | Agadez                 | Niger       |

## RM
| IATA | ICAO | Flughafen                      | Ort                 | Region                 | Land                    |
| ---- | ---- | ------------------------------ | ------------------- | ---------------------- | ----------------------- |
| RMA  | YROM | Flughafen Roma                 | Roma                | Queensland             | Australien              |
| RMB  | OOBR | Flughafen Buraimi              | Buraimi             | Buraimi                | Oman                    |
| RMD  | VORG | Flughafen Ramagundam           | Ramagundam          | Telangana              | Indien                  |
| RME  | KRME | Griffiss International Airport | Rome                | New York               | USA                     |
| RMF  | HEMA | Flughafen Marsa Alam           | Marsa Alam          | al-Bahr al-ahmar       | Ägypten                 |
| RMG  | KRMG | Flughafen Richard B. Russell   | Rome                | Georgia                | USA                     |
| RMI  | LIPR | Flughafen Rimini               | Rimini              | Emilia-Romagna         | Italien                 |
| RMK  | YREN | Flughafen Renmark              | Renmark             | South Australia        | Australien              |
| RML  | VCCC | Ratmalana Airport              | Colombo             | Westprovinz            | Sri Lanka               |
| RMN  | AYRG | Flugplatz Rumginae             | Rumginae            | Western Province       | Papua-Neuguinea         |
| RMO  | LUKK | Flughafen Chișinău             | Chișinău            | Chișinău               | Moldau                  |
| RMP  | –    | Flughafen Rampart              | Rampart             | Alaska                 | USA                     |
| RMQ  | RCMQ | Flughafen Taichung             | Taichung            | –                      | Republik China (Taiwan) |
| RMS  | ETAR | Ramstein Air Base              | Ramstein-Miesenbach | Rheinland-Pfalz        | Deutschland             |
| RMT  | NTAM | Flugplatz Rimatara             | Rimatara            | Französisch-Polynesien | Frankreich              |
| RMU  | LEMI | Flughafen Corvera              | Murcia              | Murcia                 | Spanien                 |
| RMY  | KMPI | Flughafen Mariposa-Yosemite    | Mariposa            | Kalifornien            | USA                     |

## RN
| IATA | ICAO | Flughafen                        | Ort                | Region                  | Land            |
| ---- | ---- | -------------------------------- | ------------------ | ----------------------- | --------------- |
| RNA  | AGAR | Flughafen Ulawa                  | Arona              | Ulawa, Makira und Ulawa | Salomonen       |
| RNB  | ESDF | Flughafen Ronneby                | Ronneby/Karlskrona | Blekinge län            | Schweden        |
| RNC  | KRNC | Warren County Memorial Airport   | McMinnville        | Tennessee               | USA             |
| RND  | KRND | Randolph Air Force Base          | San Antonio        | Texas                   | USA             |
| RNE  | LFLO | Flugplatz Roanne                 | Roanne             | Auvergne-Rhône-Alpes    | Frankreich      |
| RNG  | –    | Rangely Airport                  | Rangely            | Colorado                | USA             |
| RNH  | KRNH | New Richmond Regional Airport    | New Richmond       | Wisconsin               | USA             |
| RNI  | MNCI | Flughafen Corn Island            | Corn Islands       | Costa Caribe Sur        | Nicaragua       |
| RNJ  | RORY | Flughafen Yoron                  | Yoron              | Yoronjima, Kagoshima    | Japan           |
| RNL  | AGGR | Flughafen Rennell-Insel          | Rennell            | Rennell und Bellona     | Salomonen       |
| RNM  | OOGB | Flughafen Qarn Alam              | Qarn Alam          | ad-Dachiliyya           | Oman            |
| RNN  | EKRN | Flughafen Bornholm               | Rønne              | Hovedstaden             | Dänemark        |
| RNO  | KRNO | Reno-Tahoe International Airport | Reno               | Nevada                  | USA             |
| RNP  | –    | Flugplatz Rongelap               | Rongelap           | Rongelap-Atoll          | Marshallinseln  |
| RNR  | –    | Flugplatz Robinson River         | Robinson River     | Central Province        | Papua-Neuguinea |
| RNS  | LFRN | Flughafen Rennes                 | Rennes             | Bretagne                | Frankreich      |
| RNT  | KRNT | Renton Municipal Airport         | Renton             | Washington              | USA             |
| RNU  | WBKR | Flugplatz Ranau                  | Ranau              | Sabah                   | Malaysia        |
| RNZ  | KRZL | Jasper County Airport            | Rensselaer         | Indiana                 | USA             |

## RO
| IATA | ICAO | Flughafen                               | Ort               | Region        | Land               |
| ---- | ---- | --------------------------------------- | ----------------- | ------------- | ------------------ |
| ROA  | KROA | Flughafen Roanoke                       | Roanoke           | Virginia      | USA                |
| ROB  | GLRB | Flughafen Monrovia                      | Monrovia          | Montserrado   | Liberia            |
| ROC  | KROC | Greater Rochester International Airport | Rochester         | New York      | USA                |
| ROD  | FARS | Flugplatz Robertson                     | Robertson         | Westkap       | Südafrika          |
| ROF  | –    | Flugplatz Rohrer Field                  | Montague/Yreka    | Kalifornien   | USA                |
| ROG  | KROG | Rogers Municipal Airport                | Rogers            | Arkansas      | USA                |
| ROH  | YROB | Flugplatz Robinhood                     | Robinhood Station | Queensland    | Australien         |
| ROI  | VTUV | Flughafen Roi Et                        | Roi Et            | Isan          | Thailand           |
| ROK  | YBRK | Flughafen Rockhampton                   | Rockhampton       | Queensland    | Australien         |
| ROL  | –    | Roosevelt Municipal Airport             | Roosevelt         | Utah          | USA                |
| ROM  | –    | Metropolitan Area für: FCO, CIA         | Rom               | Latium        | Italien            |
| RON  | SKPA | Flugplatz Paipa                         | Paipa             | Boyacá        | Kolumbien          |
| ROO  | SBRD | Flughafen Rondonópolis                  | Rondonópolis      | Mato Grosso   | Brasilien          |
| ROP  | PGRO | Flughafen Rota                          | Rota-Insel        | –             | Nördliche Marianen |
| ROR  | PTRO | Flughafen Palau International           | Koror             | Airai         | Palau              |
| ROS  | SAAR | Flughafen Rosario                       | Rosario           | Santa Fe      | Argentinien        |
| ROT  | NZRO | Flughafen Rotorua                       | Rotorua           | Bay of Plenty | Neuseeland         |
| ROU  | LBRS | ehemaliger Flughafen Russe              | Russe             | Russe         | Bulgarien          |
| ROV  | URRP | Flughafen Rostow am Don - Platow        | Rostow am Don     | Rostow        | Russland           |
| ROW  | KROW | Flughafen Roswell                       | Roswell           | New Mexico    | USA                |
| ROX  | KROX | Roseau Municipal Airport                | Roseau            | Minnesota     | USA                |
| ROY  | SAWM | Flughafen Río Mayo                      | Río Mayo          | Chubut        | Argentinien        |
| ROZ  | LERT | Marinebasis Rota                        | Rota              | Andalusien    | Spanien            |

## RP
| IATA | ICAO | Flughafen              | Ort          | Region                  | Land       |
| ---- | ---- | ---------------------- | ------------ | ----------------------- | ---------- |
| RPA  | VNRP | Flugplatz Rolpa        | Rolpa        | Distrikt Rolpa, Lumbini | Nepal      |
| RPB  | YRRB | Flugplatz Roper Bar    | Roper Bar    | Northern Territory      | Australien |
| RPM  | YNGU | Flugplatz Ngukurr      | Ngukurr      | Northern Territory      | Australien |
| RPN  | LLIB | Flughafen Rosh Pina    | Rosch Pina   | Nordbezirk              | Israel     |
| RPR  | VERP | Flughafen Raipur       | Raipur       | Chhattisgarh            | Indien     |
| RPU  | SWUY | Flughafen Porto Urucu  | Coari        | Amazonas                | Brasilien  |
| RPV  | –    | Flugplatz Roper Valley | Roper Valley | Northern Territory      | Australien |
| RPX  | KRPX | Flugplatz Roundup      | Roundup      | Montana                 | USA        |

## RQ
| IATA | ICAO | Flughafen                         | Ort        | Region            | Land                |
| ---- | ---- | --------------------------------- | ---------- | ----------------- | ------------------- |
| RQA  | ZWRQ | Flughafen Ruoqiang Loulan         | Ruoqiang   | Qakilik, Xinjiang | Volksrepublik China |
| RQW  | ORQW | Qāʿidat al-Qayyāra al-dschawwiyya | al-Qayyara | Ninawa            | Irak                |

## RR
| IATA | ICAO | Flughafen                     | Ort            | Region             | Land                   |
| ---- | ---- | ----------------------------- | -------------- | ------------------ | ---------------------- |
| RRE  | –    | Flugplatz Marree              | Marree         | South Australia    | Australien             |
| RRG  | FIMR | Flughafen Sir Gaëtan Duval    | Rodrigues      | –                  | Mauritius              |
| RRI  | –    | Flugplatz Barora              | Barora         | Isabel             | Salomonen              |
| RRJ  | SBJR | Flughafen Jacarepaguá         | Rio de Janeiro | Rio de Janeiro     | Brasilien              |
| RRK  | VERK | Flughafen Rourkela            | Rourkela       | Odisha             | Indien                 |
| RRL  | KRRL | Merrill Municipal Airport     | Merrill        | Wisconsin          | USA                    |
| RRM  | –    | Flugplatz Marromeu            | Marromeu       | Sofala             | Mosambik               |
| RRR  | NTKO | Flugplatz Raroia              | Raroia         | Tuamotu-Archipel   | Französisch-Polynesien |
| RRS  | ENRO | Flughafen Røros               | Røros          | Trøndelag          | Norwegen               |
| RRT  | KRRT | Warroad International Airport | Warroad        | Minnesota          | USA                    |
| RRV  | YRBR | Flugplatz Robinson River      | Robinson River | Northern Territory | Australien             |

## RS
| IATA | ICAO | Flughafen                               | Ort             | Region                   | Land        |
| ---- | ---- | --------------------------------------- | --------------- | ------------------------ | ----------- |
| RSA  | SAZR | Flughafen Santa Rosa                    | Santa Rosa      | La Pampa                 | Argentinien |
| RSB  | –    | Roseberth Airport                       | Roseberth       | Queensland               | Australien  |
| RSD  | MYER | Rock Sound International Airport        | Rock Sound      | Eleuthera                | Bahamas     |
| RSE  | –    | Rose Bay Seaplane Base                  | Sydney          | New South Wales          | Australien  |
| RSH  | PARS | Russian Mission Airport                 | Russian Mission | Alaska                   | USA         |
| RSJ  | –    | Rosario Seaplane Base                   | Rosario         | Orcas Island, Washington | USA         |
| RSK  | WASC | Flugplatz Ransiki                       | Ransiki         | Papua Barat              | Indonesien  |
| RSL  | KRSL | Russell Municipal Airport               | Russell         | Kansas                   | USA         |
| RSN  | KRSN | Ruston Regional Airport                 | Ruston          | Louisiana                | USA         |
| RSS  | HSDZ | Flughafen ad-Damazin                    | ad-Damazin      | an-Nil al-azraq          | Sudan       |
| RST  | KRST | Rochester International Airport         | Rochester       | Minnesota                | USA         |
| RSU  | RKJY | Flughafen Yeosu                         | Yeosu/Suncheon  | Jeollanam-do             | Südkorea    |
| RSW  | KRSW | Southwest Florida International Airport | Fort Myers      | Florida                  | USA         |
| RSX  | –    | Seaplane Base                           | Rouses Point    | New York                 | USA         |

## RT
| IATA | ICAO | Flughafen                           | Ort             | Region              | Land        |
| ---- | ---- | ----------------------------------- | --------------- | ------------------- | ----------- |
| RTA  | NFNR | Flughafen Rotuma                    | Rotuma Island   | Rotuma              | Fidschi     |
| RTB  | MHRO | Flughafen Roatán                    | Roatán          | Islas de la Bahía   | Honduras    |
| RTC  | VARG | Ratnagiri Airport                   | Ratnagiri       | Maharashtra         | Indien      |
| RTE  | SBMT | Flughafen Campo de Marte            | São Paulo       | São Paulo           | Brasilien   |
| RTG  | WATG | Flughafen Frans Sales Lega          | Ruteng          | Nusa Tenggara Timur | Indonesien  |
| RTI  | WATR | Flughafen David Constantijn Saudale | Roti            | Nusa Tenggara Timur | Indonesien  |
| RTL  | –    | Spirit Lake Municipal Airport       | Spirit Lake     | Iowa                | USA         |
| RTM  | EHRD | Flughafen Rotterdam Den Haag        | Rotterdam       | Zuid-Holland        | Niederlande |
| RTN  | KRTN | Raton Municipal Airport             | Raton           | New Mexico          | USA         |
| RTP  | YRTP | Rutland Plains Airport              | Rutland Plains  | Queensland          | Australien  |
| RTS  | YRTI | Rottnest Island Airport             | Rottnest Island | Western Australia   | Australien  |
| RTW  | UWSS | Flughafen Saratow                   | Saratow         | Saratow             | Russland    |
| RTY  | YMYT | Merty Merty Airport                 | Merty Merty     | South Australia     | Australien  |

## RU
| IATA | ICAO | Flughafen                         | Ort                       | Region                      | Land                         |
| ---- | ---- | --------------------------------- | ------------------------- | --------------------------- | ---------------------------- |
| RUA  | HUAR | Arua Airport                      | Arua                      | Arua                        | Uganda                       |
| RUD  | OIMJ | Flughafen Schahrud                | Schahrud                  | Semnan                      | Iran                         |
| RUE  | FZMB | Flugplatz Butembo                 | Butembo                   | Nord-Kivu                   | Demokratische Republik Kongo |
| RUF  | WAJE | Flugplatz Yuruf                   | Yuruf                     | Keerom, Papua               | Indonesien                   |
| RUG  | –    | Militärbasis Rugao                | Rugao                     | Jiangsu                     | VR China                     |
| RUH  | OERK | Flughafen Riad                    | Riad                      | Riad                        | Saudi-Arabien                |
| RUI  | KSRR | Sierra Blanca Regional Airport    | Ruidoso                   | New Mexico                  | USA                          |
| RUK  | VNCJ | Chaurjahari Airport               | Rukumkot                  | Lumbini                     | Nepal                        |
| RUL  | VRQM | Maavaarulaa Airport               | Maavaarulaa               | Gadhdhoo, Gaafu Dhaalu      | Malediven                    |
| RUM  | VNRT | Rumjatar Airport                  | Rumjartar                 | Siddhicharan, Provinz Koshi | Nepal                        |
| RUN  | FMEE | Flughafen Réunion                 | Saint Denis de la Réunion | Réunion                     | Frankreich                   |
| RUP  | VERU | Flughafen Rupsi                   | Rupsi                     | Kokrajhar, Assam            | Indien                       |
| RUR  | NTAR | Flughafen Rurutu                  | Rurutu                    | Austral-Inseln              | Französisch-Polynesien       |
| RUS  | AGGU | Marau Airport                     | Marau                     | Guadalcanal                 | Salomonen                    |
| RUT  | KRUT | Southern Vermont Regional Airport | Rutland                   | Vermont                     | USA                          |
| RUU  | –    | Ruti Airport                      | Kawbenaberi               | Western Highlands           | Papua-Neuguinea              |
| RUV  | MGRB | Flugplatz Rubelsanto              | Rubelsanto                | Alta Verapaz                | Guatemala                    |
| RUY  | MHRU | Flugplatz Ruinas de Copán         | Copán Ruinas              | Copán                       | Honduras                     |

## RV
| IATA | ICAO | Flughafen                       | Ort                | Region            | Land                   |
| ---- | ---- | ------------------------------- | ------------------ | ----------------- | ---------------------- |
| RVA  | FMSG | Flughafen Farafangana           | Farafangana        | Fianarantsoa      | Madagaskar             |
| RVC  | –    | Flughafen River Cess            | Cestos City        | River Cess County | Liberia                |
| RVD  | SWLC | Flughafen Rio Verde             | Rio Verde          | Goiás             | Brasilien              |
| RVE  | SKSA | Flughafen Saravena              | Saravena           | Arauca            | Kolumbien              |
| RVH  | ULSS | ehemaliger Flughafen Rschewka   | Sankt Petersburg   | Leningrad         | Russland               |
| RVI  | URRR | Flughafen Rostow am Don         | Rostow am Don      | Rostow            | Russland               |
| RVK  | ENRM | Flughafen Rørvik, Ryum          | Rørvik             | Trøndelag         | Norwegen               |
| RVN  | EFRO | Flughafen Rovaniemi             | Rovaniemi          | Lappland          | Finnland               |
| RVO  | FARI | Flugplatz Reivilo               | Reivilo            | Nordwest          | Südafrika              |
| RVR  | –    | Green River Municipal Airport   | Green River        | Utah              | USA                    |
| RVS  | KRVS | Richard Lloyd Jones Jr. Airport | Tulsa              | Oklahoma          | USA                    |
| RVT  | YNRV | Flugplatz Ravensthorpe          | Ravensthorpe Shire | Western Australia | Australien             |
| RVV  | NTAV | Flughafen Raivavae              | Raivavae           | Austral-Inseln    | Französisch-Polynesien |
| RVY  | SURV | Flughafen Rivera                | Rivera             | Rivera            | Uruguay                |

## RW
| IATA | ICAO | Flughafen                       | Ort           | Region         | Land    |
| ---- | ---- | ------------------------------- | ------------- | -------------- | ------- |
| RWF  | KRWF | Redwood Falls Municipal Airport | Redwood Falls | Minnesota      | USA     |
| RWI  | KRWI | Rocky Mount-Wilson Airport      | Rocky Mount   | North Carolina | USA     |
| RWL  | KRWL | Rawlins Municipal Airport       | Rawlins       | Wyoming        | USA     |
| RWN  | UKLR | Flughafen Riwne                 | Riwne         | Riwne          | Ukraine |

## RX
| IATA | ICAO | Flughafen                      | Ort     | Region          | Land        |
| ---- | ---- | ------------------------------ | ------- | --------------- | ----------- |
| RXA  | –    | Flugplatz Raudha               | Raudha  | Schabwa         | Jemen       |
| RXE  | KRXE | Rexburg–Madison County Airport | Rexburg | Idaho           | USA         |
| RXS  | RPVR | Flughafen Roxas                | Roxas   | Western Visayas | Philippinen |

## RY
| IATA | ICAO | Flughafen               | Ort                          | Region             | Land        |
| ---- | ---- | ----------------------- | ---------------------------- | ------------------ | ----------- |
| RYB  | UUBK | Flugplatz Rybinsk       | Rybinsk                      | Jaroslawl          | Russland    |
| RYG  | ENRY | Flughafen Moss, Rygge   | Moss                         | Østfold            | Norwegen    |
| RYK  | OPRK | Flughafen Rahimyar Khan | Rahimyar Khan                | Punjab             | Pakistan    |
| RYL  | FLRZ | Royal Airstrip          | Unterer-Sambesi-Nationalpark | Lusaka             | Sambia      |
| RYN  | LFCY | Flugplatz Royan         | Royan                        | Nouvelle-Aquitaine | Frankreich  |
| RYO  | SAWT | Flughafen Río Turbio    | Río Turbio                   | Santa Cruz         | Argentinien |

## RZ
| IATA | ICAO | Flughafen                   | Ort               | Region          | Land        |
| ---- | ---- | --------------------------- | ----------------- | --------------- | ----------- |
| RZA  | SAWU | Flugplatz Puerto Santa Cruz | Puerto Santa Cruz | Santa Cruz      | Argentinien |
| RZE  | EPRZ | Flughafen Rzeszów-Jasionka  | Rzeszów           | Karpatenvorland | Polen       |
| RZH  | UHTR | Flugplatz Preobraschenije   | Preobraschenije   | Primorje        | Russland    |
| RZN  | UUWR | Flugplatz Turlatowo         | Rjasan            | Rjasan          | Russland    |
| RZP  | RPSD | Flughafen Taytay            | Taytay            | MIMAROPA        | Philippinen |
| RZR  | OINR | Flughafen Ramsar            | Rāmsar            | Māzandarān      | Iran        |
| RZS  | OPSW | Flugplatz Sawan             | Sawan             | Sindh           | Pakistan    |
| RZZ  | KRZZ | Halifax County Airport      | Roanoke Rapids    | North Carolina  | USA         |